# روث بال
روث بال (بالإنجليزية: Ruth Ball)‏ هي نحّاتة أمريكية، ولدت في 12 ديسمبر 1879، وتوفيت في 12 ديسمبر 1960.

## وصلات خارجية
- روث بال على موقع أوليمبيديا (الإنجليزية)